# Drozganje
Drozganje je postopek v proizvodnji piva, viskija in drugih žganih pijač ter vina, pri katerem ekstrahiramo fermentabilne snovi, kot sta škrob in sladkor. Izhodiščni substrati pri tem so različni kmetijski pridelki. Pri škrobnih, npr. žitu ali krompirju, je treba najprej dolgoverižni škrob razgraditi v za kvasovke primerne kratkoverižne sladkorne molekule. Ker pri tem v nasprotju s sadjem ali grozdjem ne nastane praktično nič soka, je treba dodati še ustrezno količino vode. Drozganje traja dve do pet ur. Dobljeno mešanico tekočine in škrobne oz. sladke snovi imenujemo drozga. Poznamo več vrst drozge: vinska drozga iz grozdja, drozga (brozg) za žganje iz sadja, pivska drozga (pivina) iz zdrobljenega slada, vode in hmelja.